# حوض سكاكا
حوض سكاكا أو حوض سكاكا الجنوبي الشرقي أحد المواقع الأثرية التابعة لمدينة سكاكا في منطقة الجوف شمال المملكة العربية السعودية.

## الوصف
توجد مجموعة كبيرة من المواقع إلى الجنوب الشرقي من سكاكا في طرف حوض سكاكا على حافة صحراء النفود٬ لكن أهم موقعين فيها هما (61 - 201) و(60 - 201)، حيث يمثل الموقع الأول منطقة تصنيع للأدوات الحجرية، وهو يمتد إلى مساحة عدد من الكيلومترات المربعة٬ حيث كان الإنسان القديم يستخدم أحجار الشيرت التي تنتشر على سطح الموقع٬ لصناعة الأدوات الحجرية٬ وكذلك الحال بالنسبة إلى الموقع٬ إذ لم يتم العثور في هذين الموقعين على أدلة لآثار الاستقرار البشري، بسبب عدم وجود أدوات حجرية مكتملة الصنع٬ أو أدوات مستخدمة٬ بل وجد أن غالبية ما تحويه المواقع تتكون من قطع الأحجار الناتجة من عمليات ذات الوجه الواحد التي يبدو أنها مهيأة لصناعة الشفرات الرقيقة٬ ما يؤكد أنهما موقعا تصنيع أولي. يعود تاريخ هذين الموقعين إلى فترة العصر الحجري المتوسط.